# Esterházy László (kamarás, 1891–1966)
Galánthai ifj. gróf Esterházy László (Gyömrő, 1891. március 3. – Székesfehérvár, 1966. április 9.) magyar nagybirtokos, jogász, politikus, császári és királyi kamarás, 1918-ban rövid ideig főrendiházi tag, 1939 és 1944 között a Felsőház tagja.

## Élete
1891-ben született Gyömrőn, id. Esterházy László (1857-1942) és Teleki Katalin (1869-1948) fiaként. Középiskolai tanulmányait a ciszterci rend székesfehérvári gimnáziumában végezte, ahol 1909-ben érettségizett. Egyéves önkéntesként ezután cs. és kir. 5. huszárezredben szolgált Komáromban, majd 1910 és 1914 között a pozsonyi jogakadémia hallgatója volt, ahol államtudományi államvizsgát tett.
Az első világháború kitörésekor, 1914. július 30-án tartalékos zászlósként ismét bevonult ezredéhez, és 1918 januárjáig harctéri szolgálatot látott el, számos hadi kitüntetést kapott. 1916-ban, IV. Károly király koronázásakor aranysarkantyús vitézzé avatták; katonai érdemeiért elnyerte a bronz és ezüst hadiékítményes Signum Laudist, a III. osztályú Katonai Érdemkeresztet és a sebesülési érmet.
1918 márciusától a Főrendiház tagja volt, majd a világháború végét követően visszavonult gazdálkodni 3400 holdas sárosdi birtokára, amit a két világháború között mintagazdasággá fejlesztett, s a csaknem 150 alkalmazottnak ingyenes orvosi- és gyógyszerellátást is biztosított. Az 1922-es földreform keretében 68 házhelyet önként parcellázott ki. Szenvedélyes vadász volt, írásait a Nimród című vadászújságban részben saját nevén, részben Bakonyi álnéven publikálta. Tagja volt az Országos Természetvédelmi Tanácsnak is. 1939 és 1944 között tagja volt a magyar országgyűlés felsőházának is, mint az örökösjogú főrendi családok képviselőinek egyike.
A második világháború után bár kétszáz hold megtartását kérvényezte, sárosdi birtokait elvették. Családjával a bakonyi Gézaházára költözött, majd 1951-ben Bakonyszentkirályra telepítették ki. A bakonyi erdőgazdaságnál dolgozott szíjgyártóként, majd 1961-ben feleségével Gárdonyba költöztek. 1966-ban hunyt el Székesfehérváron.

## Magánélete
Felesége 1920-tól Széchényi Sarolta Antónia grófnő (1900–1985) volt, házasságukból három gyermekük született.